# Би сир Рувр
Би сир Рувр (фр. Bû-sur-Rouvres) насеље је и општина у северној Француској у региону Доња Нормандија, у департману Калвадос која припада префектури Кан.
По подацима из 2011. године у општини је живело 119 становника, а густина насељености је износила 42,05 становника/km². Општина се простире на површини од 2,83 km². Налази се на средњој надморској висини од 80 метара (максималној 94 m, а минималној 71 m).

## Демографија
| 1962. | 1968. | 1975. | 1982. | 1990. | 1999. | 2011. |
| ----- | ----- | ----- | ----- | ----- | ----- | ----- |
| 93    | 100   | 90    | 87    | 85    | 81    | 119   |

График промене броја становника у току последњих година